# ウィルヤー・アブレイユ
ウィルヤー・デビッド・アブレイユ（Wilyer David Abreu, 英語発音: \WHEEL-yair ah-BRAY-oo\; 1999年6月24日 - ）は、ベネズエラのスリア州マラカイボ出身のプロ野球選手（外野手）。左投左打。MLBのボストン・レッドソックス所属。

## 経歴

### プロ入りとアストロズ傘下時代
2017年7月2日にアマチュア・フリーエージェントでヒューストン・アストロズと契約してプロ入り。傘下のルーキー級ドミニカン・サマーリーグ・アストロズでプロデビューした。
2022年はAA級コーパスクリスティ・フックスで開幕を迎えた。

### レッドソックス時代
2022年8月1日にクリスチャン・バスケスとのトレードで、エンマヌエル・バルデスと共にボストン・レッドソックスへ移籍した。移籍後は傘下のAA級ポートランド・シードッグスへ送られた。オフの11月15日にルール・ファイブ・ドラフトでの流出を防ぐため、40人枠に登録された。
2023年は開幕前のスプリングトレーニングで左足のハムストリングを痛め出遅れた。復帰後はAAA級ウースター・レッドソックスでプレーし、8月22日にメジャー初昇格。同日、プロ入り時の古巣であるアストロズ戦に出場してメジャーデビューを果たし、初安打を記録した。この年メジャーでは28試合に出場して打率.316、2本塁打、14打点を記録した。また、AAA級ウースターでは86試合に出場して打率.274、22本塁打、65打点を記録し、ポストシーズンのオールスターゲームに選出された。
2024年は右翼手のポジション任され、132試合に出場し、打率.253、15本塁打、58打点、OPS.781を記録した。守備面では共に自身初となるゴールドグラブ賞、フィールディング・バイブル・アワードを受賞し、新人王投票では6位に入った。

## 詳細情報

### 年度別打撃成績
| 年 度    | 球 団    | 試 合 | 打 席 | 打 数 | 得 点 | 安 打 | 二 塁 打 | 三 塁 打 | 本 塁 打 | 塁 打 | 打 点 | 盗 塁 | 盗 塁 死 | 犠 打 | 犠 飛 | 四 球 | 敬 遠 | 死 球 | 三 振 | 併 殺 打 | 打 率 | 出 塁 率 | 長 打 率 | O P S |
| -------- | -------- | ----- | ----- | ----- | ----- | ----- | -------- | -------- | -------- | ----- | ----- | ----- | -------- | ----- | ----- | ----- | ----- | ----- | ----- | -------- | ----- | -------- | -------- | ----- |
| 2023     | BOS      | 28    | 85    | 76    | 10    | 24    | 6        | 0        | 2        | 36    | 14    | 3     | 1        | 0     | 0     | 9     | 0     | 0     | 23    | 0        | .316  | .388     | .474     | .862  |
| 2024     | BOS      | 132   | 447   | 399   | 59    | 101   | 33       | 2        | 15       | 183   | 58    | 8     | 3        | 0     | 5     | 40    | 0     | 3     | 125   | 7        | .253  | .322     | .459     | .781  |
| MLB：2年 | MLB：2年 | 160   | 532   | 475   | 69    | 125   | 39       | 2        | 17       | 219   | 72    | 11    | 4        | 0     | 5     | 49    | 0     | 3     | 148   | 7        | .263  | .333     | .461     | .794  |

- 2024年度シーズン終了時

### 年度別守備成績
| 年 度 | 球 団 | 左翼（LF） | 左翼（LF） | 左翼（LF） | 左翼（LF） | 左翼（LF） | 左翼（LF） | 中堅（CF） | 中堅（CF） | 中堅（CF） | 中堅（CF） | 中堅（CF） | 中堅（CF） | 右翼（RF） | 右翼（RF） | 右翼（RF） | 右翼（RF） | 右翼（RF） | 右翼（RF） |
| 年 度 | 球 団 | 試 合      | 刺 殺      | 補 殺      | 失 策      | 併 殺      | 守 備 率   | 試 合      | 刺 殺      | 補 殺      | 失 策      | 併 殺      | 守 備 率   | 試 合      | 刺 殺      | 補 殺      | 失 策      | 併 殺      | 守 備 率   |
| ----- | ----- | ---------- | ---------- | ---------- | ---------- | ---------- | ---------- | ---------- | ---------- | ---------- | ---------- | ---------- | ---------- | ---------- | ---------- | ---------- | ---------- | ---------- | ---------- |
| 2023  | BOS   | 12         | 16         | 2          | 0          | 1          | 1.000      | 12         | 22         | 0          | 0          | 0          | 1.000      | 3          | 2          | 0          | 1          | 0          | .667       |
| 2024  | BOS   | 5          | 9          | 0          | 0          | 0          | 1.000      | 1          | 1          | 0          | 0          | 0          | 1.000      | 125        | 212        | 9          | 7          | 2          | .969       |
| MLB   | MLB   | 17         | 25         | 2          | 0          | 1          | 1.000      | 13         | 23         | 0          | 0          | 0          | 1.000      | 128        | 214        | 9          | 8          | 2          | .965       |

- 2024年度シーズン終了時
- 各年度の太字はリーグ最高
- 各年度の太字年はゴールドグラブ賞受賞

### 表彰
- ゴールドグラブ賞（外野手部門）：1回（2024年）
- フィールディング・バイブル賞（外野手部門）：1回（2024年）

### 背番号
- 52（2023年 - ）